# ピアノソナタ (リスト)

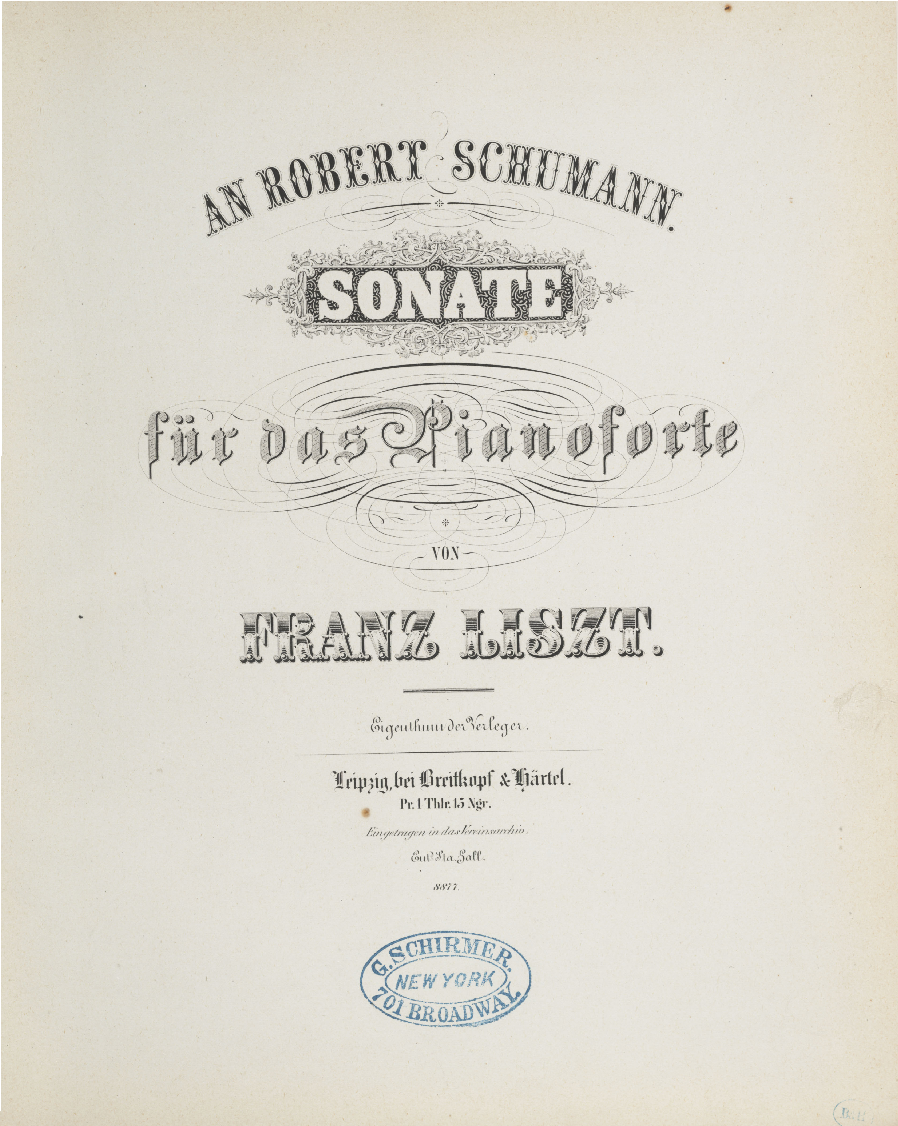
ピアノソナタ ロ短調の初版譜表紙（ブライトコプフ・ウント・ヘルテル、1854年）

ピアノソナタ ロ短調（独：Klaviersonate h-moll）S.178は、フランツ・リストが作曲した現存する唯一のピアノソナタである。

## 概要
1852年から1853年にかけて作曲され（ただし現存する最も早いスケッチは1849年に遡り、また同年の時点で初期形が演奏されることがあったと考えられる）、1854年にブライトコプフ・ウント・ヘルテル社から出版、『幻想曲 ハ長調』への返礼としてロベルト・シューマンに献呈された（しかしシューマン自身は献呈譜を受け取る前の2月27日に自殺を図り、未遂に終わるも精神病院に入院している）。この作品が書かれたのは、ピアニストを引退したリストがヴァイマルの宮廷楽長に就任して5年近く経ち、もっとも充実していた時期だった。公開初演は1857年1月27日にベルリンで、ハンス・フォン・ビューローによって行われた。
このピアノソナタの特徴としては、ソナタであるにもかかわらず明確な楽章の切れ目は無く、単一楽章で構成されていること、また主題変容の技法(主題がその構成要素を基に変容され、ある部分で粗暴さを見せたかと思えば、一方で美しい旋律に展開されていく等)によって曲全体が支配されていることが挙げられる。このような技法によって、楽曲全体が高い統一感を示している。
なお、リストの大規模作品では珍しく、標題にあたるような言葉をリスト本人は一切残していない。アルフレート・ブレンデルは「ロ短調ソナタは、標題を必要としていない」と述べた。しかし標題的な読解がいくつも提案されており、特にヨハン・ヴォルフガング・フォン・ゲーテの『ファウスト』と結び付ける解釈について、クラウディオ・アラウは「リストの弟子たちの間で承認されていた(granted)ことなのです」と述べている。

## 評価
この作品が発表された当時、この曲の賛否は分かれ長い間議論が交わされた。出版直後の1854年、リストと交流のあったルイス・ケーラーは『新音楽時報』上でこのソナタを評して、主題の「美しさと遠心力」、明確な対比を称賛し、主題変容の巧妙な用法や、作品全体の芸術性を評価している。アントン・ルビンシテインはこの曲が新しい形式問題を投げかけていることを理解し、リヒャルト・ワーグナーは「このソナタは、あらゆる概念を超えて美しい。偉大で、愛嬌があり、深く、高貴で――君のように崇高だ」とリストに書き送っている。
一方、シューマンの妻でヴィルトゥオーサ・ピアニストであったクララ・シューマンは、夫ロベルトの自殺未遂から間もない1854年5月25日の自分の日記に「ただ目的もない騒音にすぎない。健全な着想などどこにも見られないし、すべてが混乱していて明確な和声進行はひとつとして見出せない。そうはいっても、彼にその作品のお礼を言わないわけにはいかない。それはまったく大儀なことだ」と苛立ちの気持ちを書き残し、
またリストら新ドイツ楽派に批判的な音楽評論家のエドゥアルト・ハンスリックは、1881年のビューローの演奏を聴き「ロ短調ソナタは、ほとんどいつもむなしく動いている天才の蒸気製粉機である。ほとんど演奏不可能な、音楽の暴力である。私はいまだかつて、支離滅裂な要素がこれほど抜け目なく厚かましくつなぎあわされたものを聴いたことがない。(...)この作品を聴いて、しかもなかなかの曲だと思うような人は、もうどうすることもできない」と、新聞で酷評した。同様に、初演を聴いてSpenersche Zeitung紙に辛辣な評を寄せたグスタフ・エンゲルにはビューローが紙上で反論し、激しい論戦となった。
しかし、リストの弟子たちやフェルッチョ・ブゾーニらによって演奏が重ねられるうち、1920年代にはプログラムによく上るようになり、ピアノソナタはリストの代表作になったばかりでなく、19世紀のピアノ音楽全体でも特に重要な作品の一つと認められ、現在に至るまで多くの名演奏が生まれているようにピアニストにとって重要なレパートリーとなっている。ブレンデルは「ベートーヴェンとシューベルトのソナタに次いで最も独創的で力強く知性に溢れたソナタであり、大規模な構成を完全に制御しきった規範ともいうべき作品である」と、ケネス・ハミルトン(Kenneth Hamilton)は「古のアレクサンドリア図書館の本のように、ロ短調ソナタ以外全てのリストの作品が炎の中に消えたとしても、このソナタはリストを最も偉大なロマン派の作曲家の一人に位置付けるに十分だろう」と述べている。

## 構成

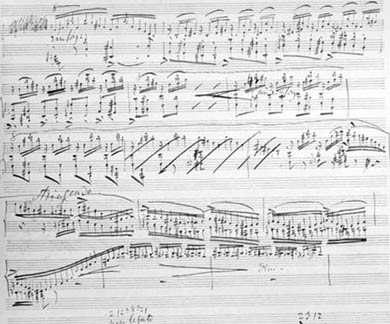
自筆譜9ページ目の部分

リストのピアノソナタは、その構造についても議論の的になり、現在に至るまで様々な分析が提唱されてきた。このように多様な見方が可能となるのは、場面ごとの継ぎ合わせが入念に行われているため、また、この曲では冒頭で提示された主題(動機)が全曲に渡って展開され続け、提示部の進行中にも、主題が提示されるやいなやそれ自身が題材として絶えず展開される性格をもつためである。
ただし大まかな把握に関しては、1972年にウィリアム・S・ニューマンの提唱した、単一楽章の全曲を覆うソナタ形式と、多楽章形式のソナタが重ね合わされている「二重機能形式」('double-function' form)という解釈が広く受け入れられている。分析者によって違いが生じるのは含まれる楽章数（ニューマンやアラン・ウォーカーらは全曲を四つに分けているが、レイ・ロングイヤー(Rey Longyear)や野本由紀夫らは三部としている）や、全体を覆うソナタ形式と多楽章形式との結び付きの厳密な把握においてである。
こうした構成は、フランツ・シューベルトの「さすらい人幻想曲」に前例があり(シューベルトの作品も、限られた数の音楽的要素から大規模な4楽章の楽曲が構成され、また第4楽章にはフーガが配置されている)、この曲を愛奏し編曲も行ったリストが影響を受けたと考えられる。このピアノソナタの形式が完成に至る以前から、同様の構成の実験はリスト自身の手でかなり研究されていた。その足跡が2つのピアノ協奏曲（第1番、第2番）や『ダンテを読んで』、『スケルツォとマーチ』、『大演奏会用独奏曲』などの作品に見られる。後2者は現在になってようやく注目されるようになり、音源の普及が進んでいる。

## 楽曲
演奏時間30分前後の単一楽章で書かれている。以下の解説は、全体を四部に分けるアラン・ウォーカーの整理に従う。
第1部は、多楽章形式の第1楽章に相当し、全体における提示部の役割も持つ。

譜例1 - 動機a 

譜例2 - 動機b 

譜例3 - 動機c 
冒頭から、「主題細胞」として作品のほぼ全体を形成する3つの動機が現れる。下降音形からなる動機aは旋法的色彩を持ち、この後、大きな形式の区切りを締めくくる際に使われる。広い音程にまたがり、ユニゾンで激しく力強く刻まれる動機bと、順次進行に密集する動機cは、それぞれ「垂直性」と「水平性」が強く、対立的な性格を持つ。リストは、動機aのスタッカートを「鈍いティンパニの音」、動機cの同音連打を「ハンマーの打撃」(Hammerschlag)と表現していた。
ここでは調性が明確に現れず、ハミルトンは、この冒頭の「変則的なフレージング、調的な不明瞭さ、主題の断片的な性格」を見ると、「19世紀の聴衆のいくらかがこの作品を全く理解しがたいものと感じたのも頷ける」と述べている。
続く経過句の後半では　動機bと動機cが強奏で現れ、ここまでが導入部となる。主調のロ短調が確立する第32小節からが、全体の第一主題部にあたる(譜例4)。動機bと動機cが、そして動機aのリズムが組み合わされるこの楽想を、ブレンデルは「交響的主要動機」(symphonic main idea)と呼んでいる。

譜例4 
長大できわめて展開的な推移部では、オクターヴの連続によるパッセージの後、イ音の連続の下で動機aが現れる。持続するイ音が属音となり、第105小節からニ長調で雄大な第二主題が始まる(譜例5)。

譜例5 
その後、動機cと動機bの変形がそれぞれニ長調で現れ(譜例6、7)、譜例5と併せて大規模で複雑な第二主題群を形成する。この部分では、動機bから優雅さが引き出され(第125小節)、また動機cが隠し持っていた「歌謡的でエスプレッシーヴォ」な情感が露わとなる(譜例6、第153小節)。

譜例6 
譜例7 
第297小節から、短調の断定的な形となった第二主題と、動機bの逆行形によるレチタティーヴォが交互に現れる。動機cの繰り返しと動機bの拡大形によって緩やかに混乱が収まっていき、次の部分に移行する。
なお、第1部自体が小さなソナタ形式をとっていると見る場合、ニューマンは動機bが強音で現れる第205小節からを再現部としているが、ハミルトンはそれに根拠が見当たらないとして、あえて言うならば動機aが冒頭と同じ音程で現れる第275小節からのほうがそれらしいと述べている。
第2部は緩徐楽章に相当し、全体構成では展開部の前半をなす。ウォーカーはこの部分を三部形式としているが、ハミルトンやウィンクルホーファーはソナタ形式と分析している（二度現れる譜例6の楽想が第二主題にあたる）。

譜例8　
第331小節でアンダンテ・ソステヌートにテンポが変わり、この部分の中心となる新しい主題（譜例8）が嬰ヘ長調で提示される。ブレンデルは、「主題の登場はより良き世界の幻のようにわれわれを打つ。空気は澄んでいる」と描写する。続いて、第1部からの素材である譜例6、動機b、第二主題(譜例5)が次々と現れて、その頂点で譜例8が再現される。
ハミルトンが「静かで、烈しく心を動かす」と言う和声的な間奏を経て、譜例6が嬰ヘ長調で奏される。最後に、冒頭よりも半音低い嬰へ音上で動機aが現れ、次の部分に続く。
第3部はスケルツォにあたり、展開部の後半でもあり、また再現部への準備の役割も果たす。ウォーカーは、この部分を「悪魔的」と表現している。第460小節でアレグロ・エネルジコにテンポが戻り、動機bと動機cに基づく主題によって、冒頭よりも半音低い変ロ短調で三声のフガートが展開される(譜例9)。

譜例9 
ウォーカーは、「19世紀に、フーガをソナタ形式へ嵌め込んだ例は非常に限られており、またベートーヴェンの例を除けば、これ以上に成功したものはなかった」と述べている。フガートの終盤、第509小節からは動機bの反行形と、リズムを変えた原形が同時に奏される。
第4部はフィナーレにあたり、またソナタ形式の再現部でもある。第533小節から譜例4が同じ形で再現されるのに始まり、第1部の音楽がさらに変容した形で再現されていく。ソナタ形式の古典的な定石どおり、第二主題群(譜例5、6)はロ長調で再現される。

譜例10　
第1部に対応するように第673小節で現れる動機aは圧縮され、連続して反復されることで熱狂的なコーダ(譜例10、第682小節)を導く。再強奏で第二主題(譜例5)が現れるが、このクライマックスは鍵盤の全域を使った属七の和音で唐突に断ち切られる。静寂の後、ロ長調で第2部の主題(譜例8)が回想され、動機c、動機b、動機aが弱音で回帰し、ロ長調で静かに全曲を閉じる。

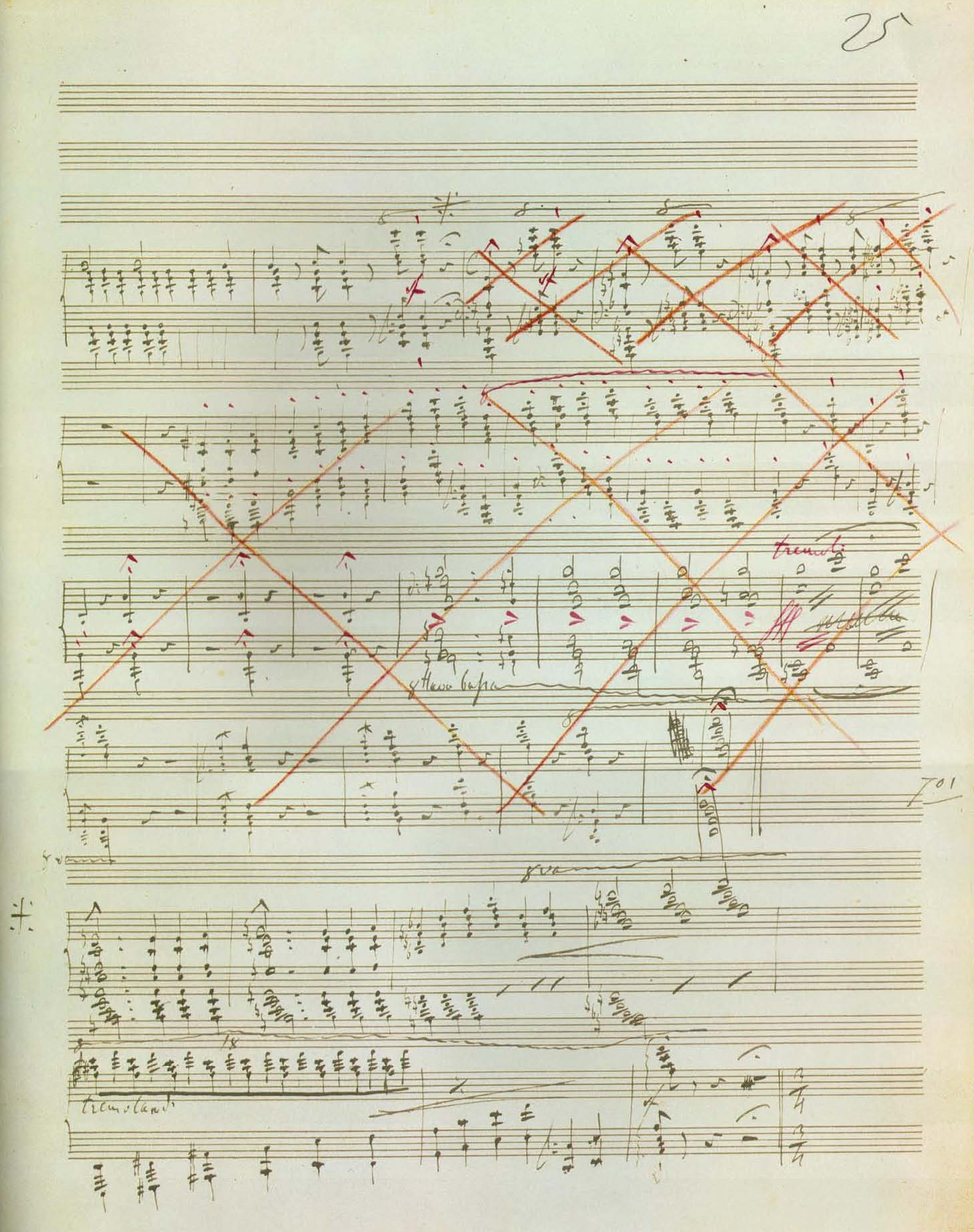
自筆譜の25ページ目。強音による終結部が抹消されている

この終結については、ニューヨーク市のモルガン・ライブラリーに収められた手稿を見ると、華やかな終結も構想されていたものの、リスト自身の手で抹消されていることがわかる。「ソナタにおいては、新しい終結が作品をはるかに良いものにしたことに疑いはない」とハミルトンは述べている。

## 演奏
マーク・タナー(Mark Tanner)は複数のディスコグラフィを調査し、このソナタは19世紀のピアノ曲の中でも特に多く録音されている作品の一つとしている。ドナルド・マニルディ(Donald Manildi)が1999年に作成したディスコグラフィでは、7種のピアノロールを含まずに239種の録音が挙げられている。
リストの弟子であるアルトゥール・フリードハイムは1905年から1907年の期間にこのソナタをピアノロールに録音しており、確認されている最初の全曲録音である。レコードへの最初の録音は1929年のアルフレッド・コルトーによるもので、以来このソナタにはブレンデルからホロヴィッツに至るまで、多くの名演奏がある。

## 編曲
リスト自身は他編成への編曲を残していないが、本曲はピアノ独奏以外の編成で演奏されることがある。カミーユ・サン＝サーンスによる二台ピアノ版、ヴェイネル・レオーによる管弦楽版があるほか、バレエ「マルグリットとアルマン」としての上演のためハンフリー・サールが編曲したピアノ協奏曲版がある。他には、ヤーノシュ・コミヴェシュ(Janos Komives)編曲の管楽合奏版、ベルンハルト・ハース、スティーブン・タープなどによるオルガン版、ノアム・シヴァン(Noam Sivan)編曲の無伴奏ヴァイオリン版、ヨハン・セバスチャン・ペイチ編曲・演奏による無伴奏チェロ版などがある。